# فهرست رئیسان دانشگاه علوم پزشکی شیراز
این مقاله فهرست رئیسان دانشگاه علوم پزشکی شیراز است. هم‌اکنون سید بصیر هاشمی سرپرست دانشگاه علوم پزشکی شیراز می‌باشد.
| نام                     | آغاز | پایان  | محل اخذ دکترا             | رشته                                                            |
| ----------------------- | ---- | ------ | ------------------------- | --------------------------------------------------------------- |
| عبدالرسول طالعی         | ۱۳۶۶ | ۱۳۶۸   | دانشگاه علوم پزشکی مشهد   | دکترای پزشکی، تخصص جراحی عمومی، فلوشیپ جراحی سرطان              |
| سید ضیاءالدین تابعی     | ۱۳۶۸ | ۱۳۷۳   | دانشگاه علوم پزشکی تهران  | دکترای پزشکی، تخصص پاتولوژی، فلوشیپ هماتوپاتولوژی               |
| علی ملک‌حسینی            | ۱۳۷۳ | ۱۳۷۸   | دانشگاه علوم پزشکی تهران  | دکترای پزشکی، تخصص جراحی عمومی، فلوشیپ جراحی پیوند              |
| سید حمیدرضا جهادی حسینی | ۱۳۷۹ | ۱۳۸۱   | دانشگاه علوم پزشکی شیراز  | دکترای پزشکی، تخصص چشم‌پزشکی، فلوشیپ قرنیه                       |
| محمدرضا پنجه‌شاهین       | ۱۳۸۱ | ۱۳۸۴   | دانشگاه لیدز              | دکترای فارماکولوژی                                              |
| محمدهادی ایمانیه        | ۱۳۸۴ | ۱۳۹۶   | دانشگاه علوم پزشکی شیراز  | دکترای پزشکی، تخصص کودکان، فوق‌تخصص گوارش کودکان                 |
| علی بهادر               | ۱۳۹۶ | ۱۳۹۸   | دانشگاه علوم پزشکی اصفهان | دکترای پزشکی، تخصص جراحی عمومی، فلوشیپ جراحی کودکان             |
| مهرزاد لطفی             | ۱۳۹۸ | ۱۴۰۰   | دانشگاه علوم پزشکی شیراز  | دکترای پزشکی، تخصص رادیولوژی                                    |
| سید وحید حسینی          | ۱۴۰۰ | ۱۴۰۳   | دانشگاه علوم پزشکی شیراز  | دکترای پزشکی، تخصص جراحی عمومی، فلوشیپ جراحی کولورکتال          |
| سید بصیر هاشمی          | ۱۴۰۳ | تاکنون | دانشگاه علوم پزشکی شیراز  | دکترای پزشکی، تخصص گوش حلق بینی، فلوشیپ جراحی گوش و قاعده جمجمه |

## جستار پیوسته
- فهرست رئیسان دانشگاه شیراز